# Абдулла Радіф
Абдулла бін Хаді бін Джабер Радіф (араб. عبد الله بن هادي بن جابر رديف, нар. 20 січня 2003) — саудівський футболіст, нападник клубу «Аль-Шабаб» і національної збірної Саудівської Аравії.
Чемпіон Саудівської Аравії. Клубний чемпіон Азії. 

## Клубна кар'єра
Народився 20 січня 2003 року. Вихованець футбольної школи клубу «Аль-Хіляль». Дорослу футбольну кар'єру розпочав 2021 року в основній команді того ж клубу. 
До основної команди рідного клубу юний гравець відразу не пробився і 2022 року був відданий в оренду до «Аль-Таавуна», де мав регулярнішу ігрову практику.
2023 року повернувся до «Аль-Хіляля» і провів за його головну команду ще дві гри, після чого був знову відданий в оренду, цього разу до  «Аль-Шабаба».

## Виступи за збірні
Протягом 2021–2023 років залучався до складу молодіжної збірної Саудівської Аравії. На молодіжному рівні зіграв у 26 офіційних матчах, забив 13 голів.
2021 року дебютував в офіційних матчах у складі національної збірної Саудівської Аравії.
У складі збірної був учасником кубка Азії з футболу 2023 року у Катарі, де з'являвся на поле в усіх чотирьох іграх своєї команди. У матчі 1/8 фіналу турніру проти команди Південної Кореї став автором єдиного гола саудівців, який дозволив перевести гру у серію післяматчевих пенальті, де вони, утім, все ж поступилися.
| Дата       | Місто     | Господарі         | Результат               | Гості              | Турнір                                | Голи | Примітки |
| ---------- | --------- | ----------------- | ----------------------- | ------------------ | ------------------------------------- | ---- | -------- |
| 1-12-2021  | Ер-Раян   | Саудівська Аравія | 0 – 1                   | Йорданія           | Кубок арабських націй 2021 - 1-й етап | -    | 81'      |
| 4-12-2021  | Ер-Раян   | Палестина         | 1 – 1                   | Саудівська Аравія  | Кубок арабських націй 2021 - 1-й етап | -    | 60'      |
| 7-12-2021  | Доха      | Марокко           | 1 – 0                   | Саудівська Аравія  | Кубок арабських націй 2021 - 1-й етап | -    | 65'      |
| 22-10-2022 | Абу-Дабі  | Саудівська Аравія | 1 – 0                   | Північна Македонія | товариський матч                      | -    |          |
| 6-11-2022  | Абу-Дабі  | Ісландія          | 0 – 1                   | Саудівська Аравія  | товариський матч                      | -    | 80'      |
| 16-11-2023 | Ед-Даммам | Саудівська Аравія | 4 – 0                   | Пакистан           | Відбір до ЧС 2026                     | 1    | 64' 71'  |
| 19-11-2023 | Амман     | Йорданія          | 0 – 2                   | Саудівська Аравія  | Відбір до ЧС 2026                     | -    | 82'      |
| 16-1-2024  | Доха      | Саудівська Аравія | 2 – 1                   | Оман               | Кубок Азії 2023 - 1-й етап            | -    | 63'      |
| 21-1-2024  | Ер-Раян   | Киргизстан        | 0 – 2                   | Саудівська Аравія  | Кубок Азії 2023 - 1-й етап            | -    | 64'      |
| 25-1-2024  | Ер-Раян   | Саудівська Аравія | 0 – 0                   | Таїланд            | Кубок Азії 2023 - 1-й етап            | -    | 64'      |
| 30-1-2024  | Ер-Раян   | Саудівська Аравія | 1 – 1 д.ч. (2 – 4 п.п.) | Південна Корея     | Кубок Азії 2023 - 1/8 фіналу          | 1    | 46'      |
| Усього     |           | Матчів            | 11                      |                    | Голів                                 | 2    |          |

## Титули і досягнення
- Чемпіон Саудівської Аравії (1):

«Аль-Хіляль»: 2021-2022
- Клубний чемпіон Азії (1):

«Аль-Хіляль»: 2021